# Distrito de El Cenepa
El distrito de El Cenepa es uno de los tres distritos de la provincia de Condorcanqui, ubicada en el departamento de Amazonas, bajo la administración del Gobierno regional de Amazonas, en el norte del Perú. Limita por el norte y por el oeste con el Ecuador; por el este con el distrito de Río Santiago y el distrito de Nieva y; por el sur con la provincia de Bagua.
Desde el punto de vista jerárquico de la Iglesia católica forma parte del Vicariato Apostólico de San Francisco Javier, también conocido como Vicariato Apostólico de Jaén en el Perú.

## Historia
El distrito fue creado el 1 de septiembre de 1941 mediante Ley N.º 9364, en el primer gobierno del Presidente Manuel Prado Ugarteche.
En el territorio de este Distrito se llevaron a cabo las acciones de la Guerra del Cenepa en la Cordillera del Cóndor y asimismo, en este distrito se encuentra la base de Tiwinza, compartida entre las autoridades de Perú y Ecuador en donde se cedió, en propiedad privada pero bajo soberanía peruana, 1 kilómetro cuadrado al Ecuador para la construcción de un Parque Binacional, y un cementerio de soldados ecuatorianos caídos que ocuparon dicha localidad, en las coordenadas 3°27' 57.18"S 78°15'; 8.72"O.

## Geografía y Localización
Abarca una extensión de 5 345,48 km²  y tiene una población estimada mayor a 11 000 habitantes. 
Su capital es la localidad de Huampami.
| Noroeste: Bomboíza (Ecuador)                                                                              | Norte: San Carlos de Limón (Ecuador) | Noreste: San Carlos de Limón (Ecuador) y Río Santiago |
| Oeste: Tundayme, Los Encuentros, Paquisha, Nuevo Quito, Nankais, Zurmi y Nuevo Paraíso (Todos de Ecuador) |                                      | Este: Río Santiago                                    |
| Suroeste: Imaza                                                                                           | Sur: Imaza                           | Sureste: Nieva                                        |

## Autoridades

### Municipales
- 2015 - 2018[3]
  - Alcalde: Manuel Díaz Nashap, de Sentimiento Amazonense Regional.
  - Regidores:

  1. Tito Nunig Kuja (Sentimiento Amazonense Regional)
  2. Elsi Nujigkus Ampam (Sentimiento Amazonense Regional)
  3. Rojas Ugkuch Kuja (Sentimiento Amazonense Regional)
  4. Oswaldo Sejekam Mayan (Sentimiento Amazonense Regional)
  5. Héctor Tijiats Wisum (El Frente Amplio por Justicia, Vida y Libertad)

### Religiosas
- Obispo vicario apostólico de Jaén: Monseñor Santiago María García de la Rasilla Domínguez, S.J.